# V6 (silnik)

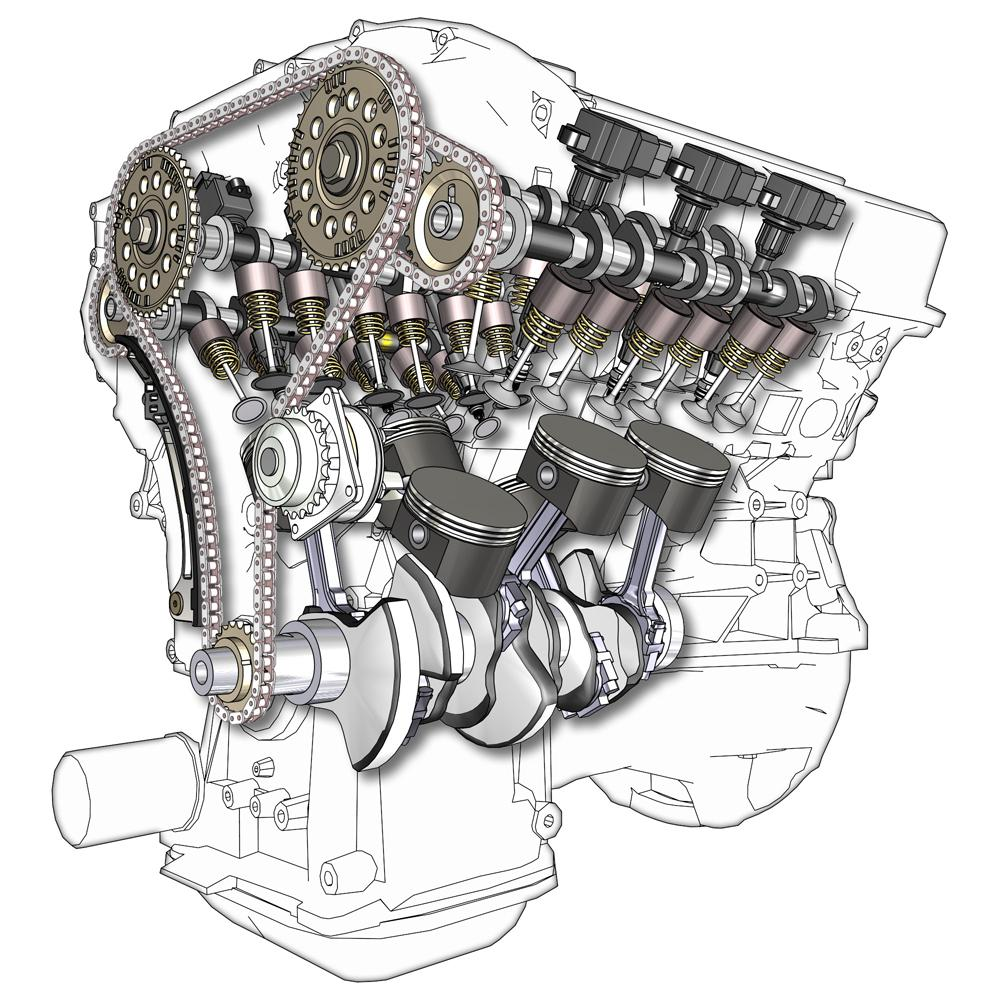
Silnik o kącie rozwarcia 60°

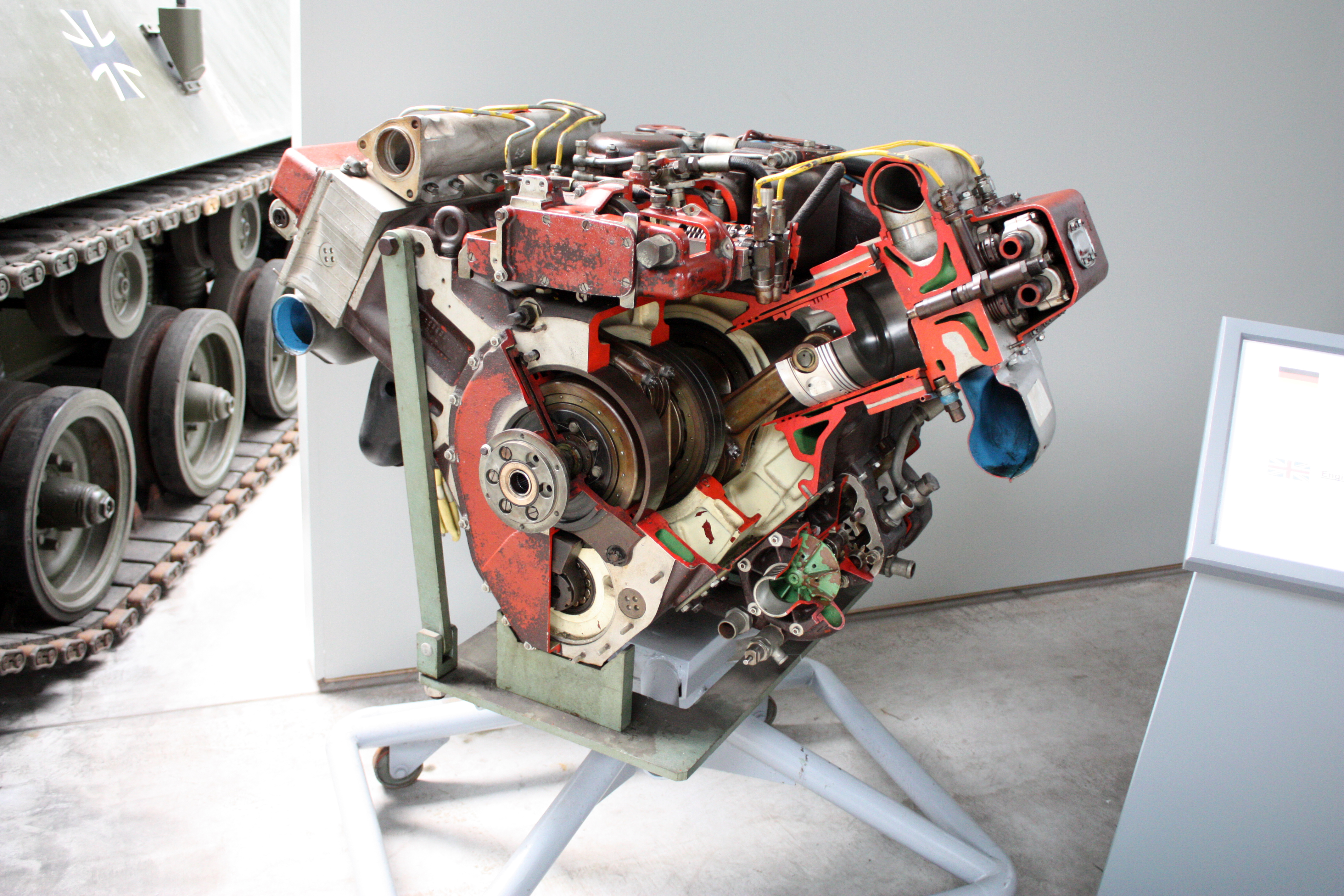
Silnik o kącie rozwarcia 120°

V6 – oznaczenie silnika widlastego składającego się z sześciu cylindrów. Jest to drugi po R4 typ silnika najczęściej stosowany do napędu samochodów osobowych. Najczęściej występującym kątem rozwarcia silnika V6 jest 60°, rzadziej 90° lub 120°.

## Charakterystyka
Silniki typu V6 często znajdują zastosowanie w samochodach segmentu D/E, dostępne są opcjonalnie jako mocniejsze źródło napędu w porównaniu do mniejszych jednostek R4. Spotyka się je także jako mniejszą oraz bardziej ekonomiczną alternatywę dla silników V8. Jednostki typu V6 są krótsze od R4 o podobnej pojemności, często także węższe od V8. Dzięki zwartej budowie możliwy jest ich montaż poprzecznie do osi nadwozia i użycie w samochodach przednionapędowych. Doładowane silniki V6 generują moc i moment obrotowy możliwy do uzyskania z większych jednostek V8, emitując przy tym mniej zanieczyszczeń i zużywając mniej paliwa. Przykładem może być silnik TFSI 3.0 Volkswagena, doładowany mechanicznie z bezpośrednim wtryskiem paliwa lub EcoBoost 3.5 Forda, oba silniki porównywane są do wolnossącego V8 4.2 FSI Volkswagena.

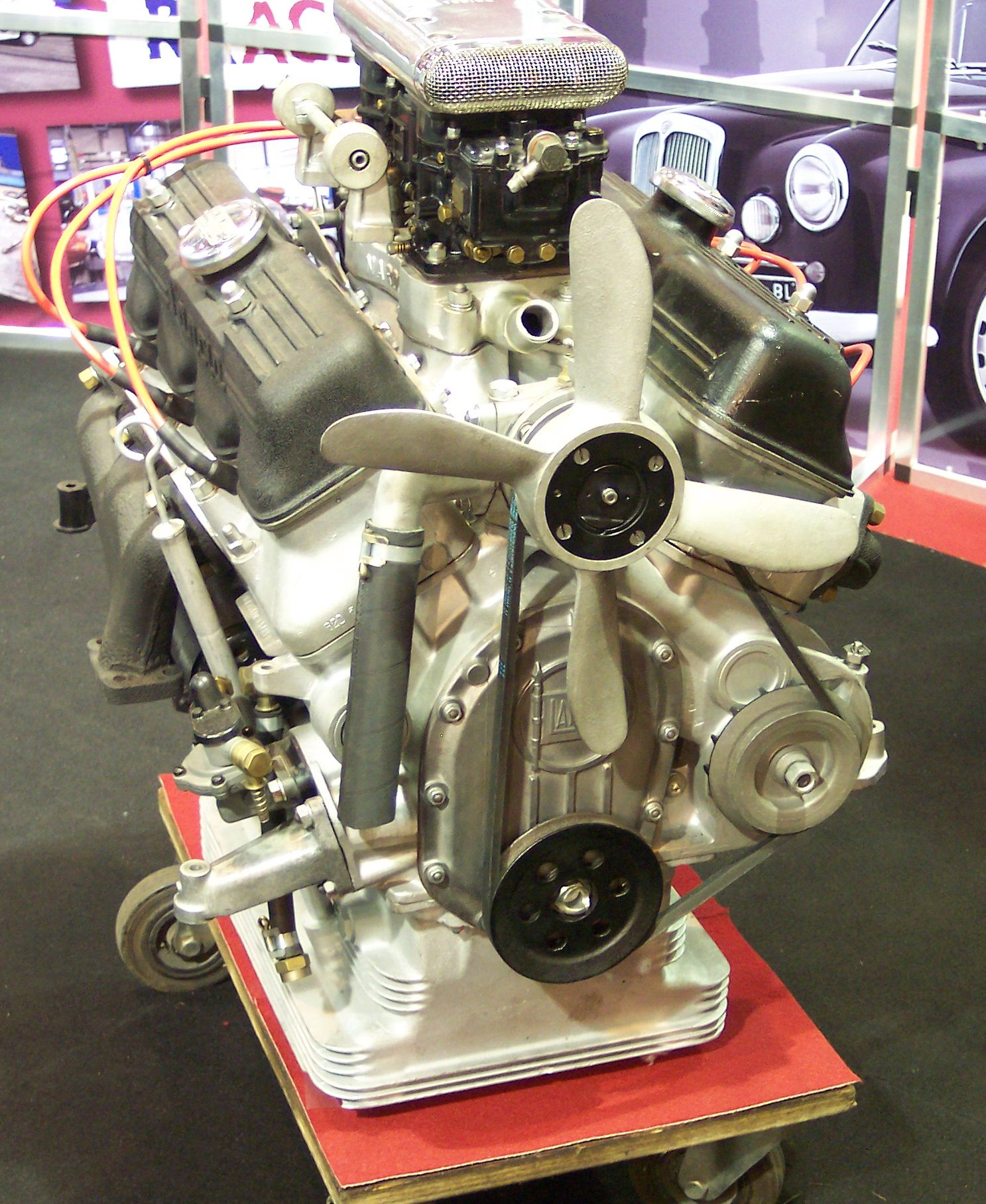
Lancia V6

Pierwszym seryjnie produkowanym samochodem osobowym z silnikiem V6 była Lancia Aurelia z 1950 roku.

## Współczesne silniki V6

### Benzynowe
- Alfa Romeo 2.9 24V BiTurbo (510 KM) [Alfa Romeo: Giulia, Stelvio]
- Opel 2.8 24V Turbo (250 - 325 KM) [Opel: Vectra C, Signum, Insignia A; Saab: 9-3 II, 9-5 II]
- Volkswagen 3.0 24V (340 KM) [Audi: A6 C8, A7 4K, A8 D5, Q8 4M]
- Mercedes-Benz klasy S W223 3.0 V6T (367 KM) S580

### Diesla
- Volkswagen 3.0 24V TDI (231 - 286 KM) [Volkswagen: Touareg III; Audi: A4 B9, A5 F5, A6 C8, A7 4K, A8 D5, Q5 FY, Q7 4M, Q8 4M]
- Ram 3.0 V6 EcoDiesel (264 KM)